# أو سولي ميو (أغنية)
أو سولي ميو (بالنابولية O sole mio أي شمسي) هي واحدة من أشهر الأغاني في العالم، تم تأليفها في أبريل عام 1898 من طرف الملحن النابولي إدواردو دي كابوا.